# Jesús Bermúdez Silva
Jesús Bermúdez Silva (* 1884 in Bogotá; † 1969 ebenda) war ein kolumbianischer Komponist.

## Leben
Bermúdez studierte ab 1905 an der Academia Nacional de Música. Mit Guillermo Uribe Holguín gründete er 1910 das Orquesta Sinfónica de Colombia. 1929 ging er nach Spanien, wo er am Conservatorio de Madrid bei Conrado del Campo studierte.
1935 kehrte Bermúdez nach Kolumbien zurück, wo er Dozent am Conservatorio de Música de la Universidad Nacional wurde. 1942 wurde er Direktor des Conservatorio del Tolima. Ab 1952 unterrichtete er erneut am Conservatorio de Música, wo er 1959 Mitglied des neu gegründeten Centro de Estudios Folklóricos y Musicales(Cedefim) wurde.

## Werke
- Cuento de hadas, sinfonische Dichtung, 1930
- Fuga a cuatro voces für Klavier, 1930
- Preludio y fuga en sol menor für Orgel 1930
- Torbellino, sinfonische Dichtung, 1931
- Recuerdos de un estudiante, Ouvertüre, 1931
- Sinfonía No. 1, 1933
- Danza típica No. 1 (Bunde Tolimense), 1938
- Danza típica No. 2 (A Tunja), 1938
- Danza típica No. 3 (Zambra en el Paseo Bolívar), 1938
- Arrullo de María Isabel (Text: Luz Estella) für Frauenchor, 1938
- Leyenda de oro (Text: Enrique Ortega Arredondo) für gemischten vierstimmigen Chor a cappella, 1938
- La Boda (Text: Enrique Ortega Arredondo), 1938
- Alegre juventud (Text: Enrique Ortega Arredondo), 1938
- Canción de la tarde (Text: Martín H. Cortés), 1939
- Ilusión (Text: Enrique Ortega Arredondo), 1939
- Fue un amor (Text: Ricardo Nieto), 1939
- Canción del boga ausente (Text: Candelario Obeso), 1939
- Trío No. 1 (De los ocho galenos) für Klavier, Violine und Cello, 1939
- Concierto para piano, 1947
- Orgía campesina, sinfonische Dichtung, 1959
- Estampa criolla, sinfonische Dichtung, 1959
- Por la patria, Ouvertüre, 1964
- Oración sinfónica a la memoria de John F. Kennedy für Orchester und Kinderchor, 1964
- Trío No. 2 für Klavier, Flöte und Cello, 1943
- Streichquartett, 1947
- Melancolía für Flöte solo, 1947
- Sonatina für Klavier, 1950
- Sonata para piano (12 de Abril), 1951
- Seis viejas estampas de Santa Fé de Bogotá für Klavier, 1958
- Aires Guambianos für zwei Flöten und Schlagzeug, 1966

## Schriften
- mit Andrés Pardo Tovar, La guitarrería popular de Chiquinquirá, Bogotá 1963
- Aires musicales de los indios guambiano del Cauca (Colombia), Bogotá 1966
- mit Guillermo Abadía Morales, Algunos cantos nativos tradicionales de la región de Guapi (Cauca), Bogotá 1966
- Posible ascendencia vasca de nuestra música popular. Textos sobre música y folklore, Vol 1, Bogotá 1978

| Personendaten    | Personendaten             |
| ---------------- | ------------------------- |
| NAME             | Bermúdez Silva, Jesús     |
| ALTERNATIVNAMEN  | Bermúdez, Jesús           |
| KURZBESCHREIBUNG | kolumbianischer Komponist |
| GEBURTSDATUM     | 1884                      |
| GEBURTSORT       | Bogotá                    |
| STERBEDATUM      | 1969                      |
| STERBEORT        | Bogotá                    |